# Stilobezzia seguyi
Stilobezzia seguyi är en tvåvingeart som beskrevs av Clastrier 1990. Stilobezzia seguyi ingår i släktet Stilobezzia och familjen svidknott.
Artens utbredningsområde är Guinea. Inga underarter finns listade i Catalogue of Life.